# Гавлув (Лодзинське воєводство)
Гавлув (пол. Gawłów) — село в Польщі, у гміні Жонсня Паєнчанського повіту Лодзинського воєводства.
Населення — 393 особи (2011).
У 1975-1998 роках село належало до Пйотрковського воєводства.

## Демографія
Демографічна структура станом на 31 березня 2011 року:
|          | Загалом | Допрацездатний вік | Працездатний вік | Постпрацездатний вік |
| -------- | ------- | ------------------ | ---------------- | -------------------- |
| Чоловіки | 193     | 42                 | 120              | 31                   |
| Жінки    | 200     | 36                 | 104              | 60                   |
| Разом    | 393     | 78                 | 224              | 91                   |